# Slag bij Cedynia

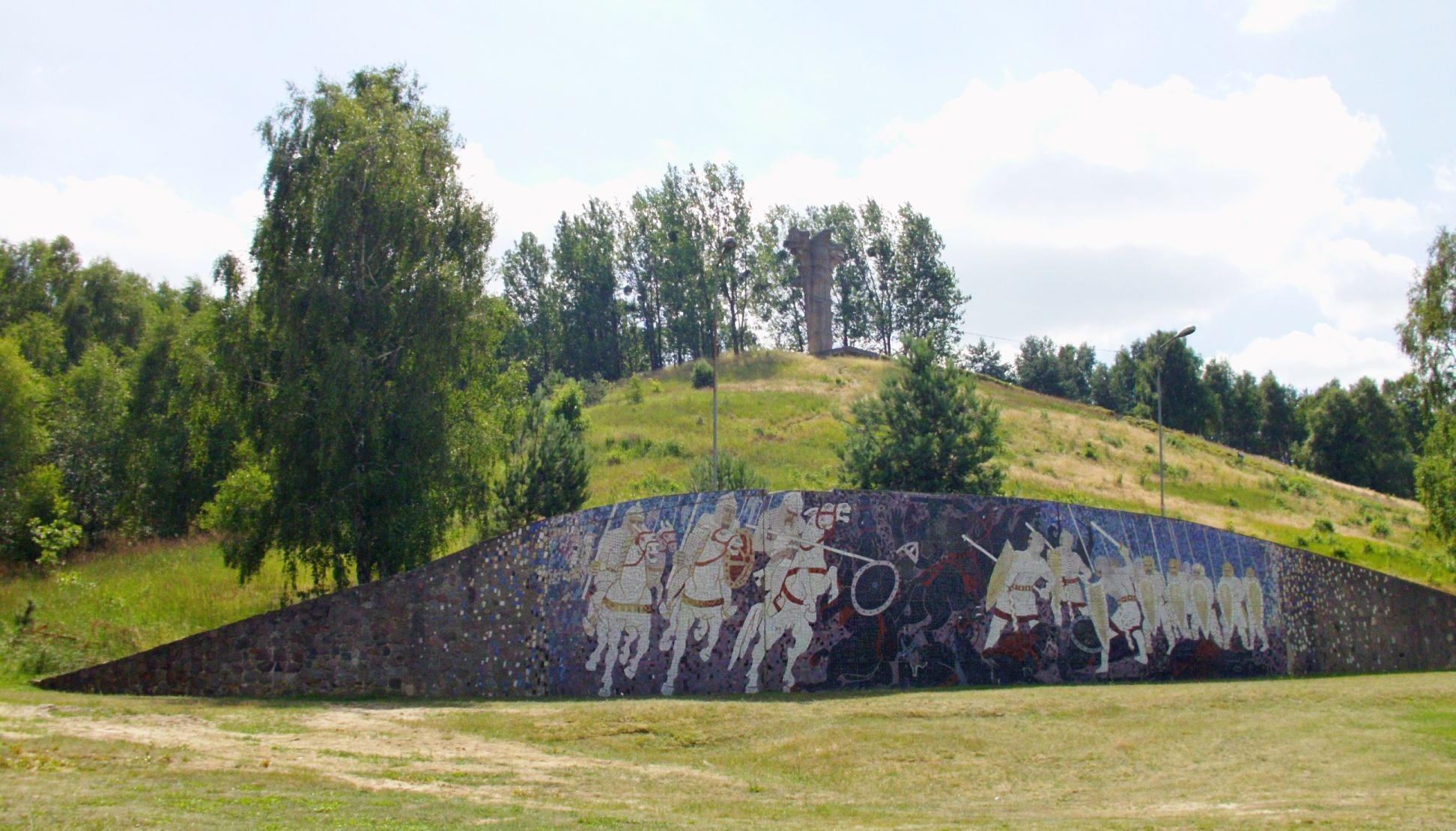
Monument voor de Slag bij Cedynia / Zehden, opgericht in 1972

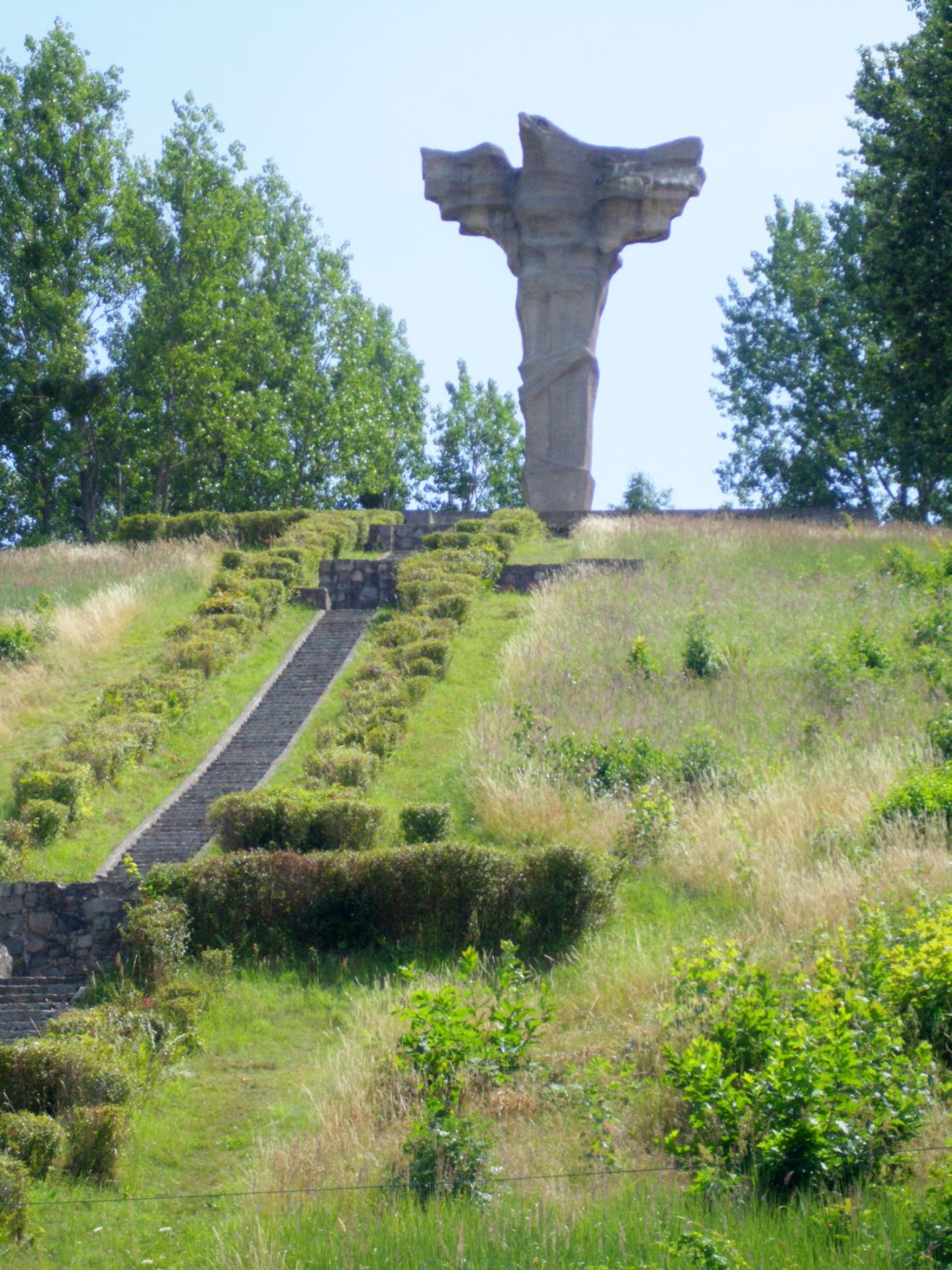
Poolse adelaar op de Czcibor-heuvel van het monument aan de Slag bij Cedynia

De slag bij Cedynia of Zehden vond op 24 juni 972 plaats tussen hertog Mieszko I van Polen en de markgraaf Hodo I van de Mark Lausitz, aangesteld door keizer Otto I. De locatie van de slag wordt betwist onder historici; Cedynia en Zehdenick worden het vaakst voorgesteld.

## Achtergrond
Aangezien onder Karel de Grote († 814) de aanspraak op de soevereiniteit van het Frankisch-Romeinse rijk als onderdeel van de kerstening was uitgebreid tot de Elbe, werden Elbe-Slavische vorsten geacht tribuut te betalen aan de keizer. Ze verschenen ook op de Rijksdagen. In de 10e eeuw was markgraaf Hodo verantwoordelijk voor het innen van het tribuut dat keizer Otto I kon eisen van Mieszko I en de verschillende Slavische stammen ten oosten van de Elbe. Na de deling van de grote Saksische Oostmark, die pas tot stand kwam na de verovering van het Elbe-Slavische gebied door markgraaf Gero in 937, werd het gebied tussen de Elbe en de Oder vanaf 966 territoriaal opgedeeld in individuele, kleinere grensmarken.
De exacte achtergrond van het uitbreken van de vete en de feitelijke oorzaak van Hodo's campagne tegen Mieszko zijn niet bekend. Er wordt gespeculeerd dat Mieszko de zwakte van de Saksen aan hun oostflank wilde uitbuiten en het economisch belangrijke gebied rond de Oder tot aan Pommeren met het destijds belangrijke handelscentrum Wolin beoogde te veroveren, om zo toegang te krijgen tot de Oostzee. De kroniekschrijver Thietmar van Merseburg zag als een van de belangrijkste redenen voor het uitbreken van het conflict dat Mieszko I meer persoonlijk respect van de markgraven wilde krijgen, aangezien ze hem arrogant behandelden in de Rijksdagen: Zo durfde Mieszko het niet om in zijn bontjas voor markgraaf Hodo te verschijnen of te gaan zitten als hij stond.
In de strijd tegen de Polanen steunde Siegfried, graaf van Walbeck en in Möckerngau, markgraaf Hodo militair.

## Verloop van de slag
Eigentijdse verslagen over de oorzaken en het verloop van de strijd zijn niet bewaard gebleven. In zijn rond 1018 geschreven kroniek meldt Thietmar von Merseburg dat Hodo Mieszko aanviel, hoewel deze keizer Otto II voor het gebied tot aan de Vurta - mogelijk de Warthe - tribuut bracht. De aanval werd uitgevoerd "met legermacht". Hodo kreeg uitsluitend steun van Thietmars vader, graaf Siegfried von Walbeck, en zijn mannen. Op 24 juni brak er een veldslag uit nabij Cidini, waarin Hodo en Siegfried eerst de overhand kregen voordat een Piast-leger onder leiding van Mieszko's broer Cidebur de beste strijders van Hodo en Siegfried doodde. Naar verluidt hadden alleen deze twee moeten ontsnappen. Toen de keizer hoorde van het conflict, dreigde hij Hodo en Mieszko met intrekking van zijn clementie als ze hun gevechten voortzetten en riep hen tot hem.
In opdracht van de keizer moest Mieszko in 973 verschijnen op de Rijksdag in Quedlinburg. Daar sloot de keizer vrede tussen de strijdende partijen. Mieszko moest echter zijn zoon Bolesław als gijzelaar laten nemen om de vrede te verzekeren.
Rond het jaar 1115 deed ook de kroniekschrijver Gallus Anonymus verslag in zijn Kroniek van de Slag bij Cedynia. Hiermee wilde hij zijn tijdgenoten uit de 12e eeuw laten zien welke glorieuze daden de Piasten hadden verricht.

## Heden
Nadat de Duitse stad Zehden (als Cidini aangenomen) in 1945 door het Rode Leger was veroverd, hernoemde de Poolse regering de plaats tot Cedynia. In 1972, ter gelegenheid van de 1000ste verjaardag van de slag, werd een gedenkteken opgericht om de Slag bij Cedynia te herdenken.